# Miloslav Bělonožník
Miloslav Bělonožník (geboren am 11. Juli 1918 in Vysoké nad Jizerou; gestorben am 12. Januar 2010 in Liberec) war ein tschechoslowakischer Skispringer, Olympiateilnehmer von 1948, Skisprungtrainer, Sportaktivist, Ingenieur und Skischanzendesigner. Er war außerdem der erste tschechoslowakische Springer, der mehr als hundert Meter sprang.

## Werdegang
Seinen ersten Sprung machte er 1924 in seiner Heimatstadt Zlatá Olešnice.
Bei seinem einzigen Olympiastart bei den Olympischen Spielen 1948 belegte er im Springwettbewerb den 16. Platz und erreichte 61 und 60 Meter auf der 68-Meter-Schanze. Im Februar 1950 wurde er Fünfter beim Tatra-Cup in Štrbské Pleso. Im März 1953 belegte er in Zakopane den 13. Platz und ein Jahr später den achten Platz beim Gedenkspringen für Bronisław Czech und Helena Marusarzówny.
Im Februar 1955 nahm er in Oberstdorf an Wettbewerben im Rahmen der Skiflugwoche teil. In den Wettbewerben belegte er die Plätze 18, 15, 15 und 19, was ihm den 16. Platz in der Gesamtwertung einbrachte. Am 26. Februar 1955 sprang er 107 Meter und war damit der erste tschechoslowakische Sportler, der die 100-Meter-Marke überschritt.
Im Februar 1956 nahm er am Tschechischen Turnier teil und belegte mit 587 Punkten den sechsten Platz.
Von 1953 bis 1988 war er aktiv beim Internationalen Skiverband. 1969 wurde er Vorsitzender des FIS-Unterausschusses für Schanzenbau und hatte diese Position bis 1988 inne. Dank ihm wurde die Homologation und Zertifizierung von Skisprungschanzen eingeführt. Nach Beendigung seiner Tätigkeit wurde er Ehrenmitglied des FIS-Komitees für Skispringen.
Als Ingenieur entwarf er zusammen mit dem Schweizer Grasser die sechste Skiflugschanze der Welt, die Čerťák in Harrachov. Die Anlage wurde 1979–1980 erbaut. Darüber hinaus entwarf er Skisprungschanzen in Falun, Frenštát pod Radhoštěm und Ještěd in Liberec. In den 1960er Jahren war er Mitglied des Tourismusausschusses in Liberec, dank dessen er Spenden für den Bau der Skisprungschanze sammelte. Sein Ziel war es, die Nordische Ski-Weltmeisterschaft auf dieser Schanze auszutragen, was erst 2009 mit möglich war.
Er beherrschte sechs Sprachen.
Bělonožník starb am 12. Januar 2010 in Liberec im Alter von 91 Jahren. Seine Beerdigung fand am 20. Januar statt.